# Coryphaeschna apeora
Coryphaeschna apeora – gatunek ważki z rodziny żagnicowatych (Aeshnidae). Występuje na terenie Ameryki Środkowej.